# Postvagotomiesyndrom
Postvagotomiediarrhö und Postvagotomiesyndrom sind Begriffe aus der Humanmedizin, die für Beschwerden nach bestimmten Operationen am Magen verwendet werden.
Es handelt sich dabei um eine zusammenfassende Bezeichnung für Krankheitsbilder, die akut oder chronisch nach proximal-gastrischer Vagotomie auftreten können.
Unterschieden werden können:
- frühpostoperative Krankheitsbilder in den ersten Wochen
  - Nachblutungen
  - passagere Magenatonie
  - Kardiafunktionsstörungen
  - Nahtinsuffizienz
  - Wundheilungsstörungen
  - Narbenhernien
- chronische Folgekrankheiten
  - Postvagotomie-Dysphagie
  - Kardiainsuffizienz und Reflux
  - vagales Denervationssyndrom
  - Postvagotomie-Diarrhoe
  - Cholelithiasis nach Vagotomie
  - postoperatives Ulkus

Als Postvagotomiesyndrom wird auch heute noch gelegentlich die Kombination der Symptome Völlegefühl, Aufstoßen und Durchfall infolge einer Magenoperation mit kompletter Durchtrennung beider Vagusnerven (trunkuläre Vagotomie) bezeichnet. Üblicher ist heute die Bezeichnung Postvagotomiediarrhö, wenn nach einer derartigen Operation Durchfall auftritt. Dieser kann versuchsweise mit Colestyramin therapiert werden.